# Municipio de Santa María Jacatepec
El municipio de Santa María Jacatepec es uno de los 570 municipios en que se encuentra dividido el estado mexicano de Oaxaca. Su cabecera es el pueblo del mismo nombre.

## Geografía
El municipio de Santa María Jacatepec se encuentra localizado en el noroeste del estado de Oaxaca, forma parte del distrito de Tuxtepec en la Región de la Cuenca del Papaloapan. Tiene una superficie territorial de 325.324 kilómetros cuadrados que equivalen al 0.37% de la superficie estatal. Sus coordenadas geográficas extremas son 17°43′ - 17°59′ de latitud norte y 95°58′ - 96°17′ de longitud oeste, y el su altitud va de un máximo de 1 200 a un mínimo de 0 metros sobre el nivel del mar.
El territorio municipal tiene límites al norte con el municipio de San José Chiltepec y con el municipio de San Juan Bautista Tuxtepec, con el que también limita al este; al sur limita con el municipio de Santiago Jocotepec y el municipio de Ayotzintepec; al suroeste y oeste con el municipio de San Juan Bautista Valle Nacional y al noroeste con el municipio de San Lucas Ojitlán.

## Demografía
La población total del municipio de Santa María Jacatepec de acuerdo con el Censo de Población y Vivienda realizado en 2020 por el Instituto Nacional de Estadística y Geografía, es de 9 682 habitantes, de los que 5 094 son mujeres y 4 588 son hombres.
La densidad de población asciende a un total de 28.4 personas por kilómetro cuadrado.

### Localidades
El municipio se encuentra formado por 36 localidades, las principales y su población de acuerdo al censo de 2010 son:
| Localidad                        | Población (2010) |
| -------------------------------- | ---------------- |
| La Joya de Santa María Jacatepec | 1 444            |
| Santa María Jacatepec            | 1 401            |
| Vega del Sol                     | 1 225            |
| Cerro Concha                     | 649              |
| Total municipio                  | 9 682            |

## Política

### Representación legislativa
Para la elección de diputados locales al Congreso de Oaxaca y de diputados federales a la Cámara de Diputados federal, el municipio de Santa María Jacatepec se encuentra integrado en los siguientes distritos electorales:
Local:
- Distrito electoral local de 3 de Oaxaca con cabecera en Loma Bonita.[4]

Federal:
- Distrito electoral federal 1 de Oaxaca con cabecera en San Juan Bautista Tuxtepec.[5]